# Trine Haltvik
Trine Haltvik (Trondheim, 1965. március 23. –) olimpiai ezüstérmes, világ- és Európa-bajnok norvég kézilabdázó, 1998-ban a világ legjobb kézilabdázójának választották.

## Pályafutása

### Klubcsapatokban
Szülővárosának csapatában, a Byåsen IL-ben kezdte pályafutását, amelynek nagy részét a klubnál töltötte. Ötször nyert bajnoki címet és háromszor Norvég Kupát az együttessel. Az 1999-2000-es szezonban a spanyol Remudas kézilabdázója volt. 1998-ban az év legjobb női kézilabdázójának választották a Nemzetközi Kézilabda-szövetség szavazásán. 2006-ban, miután harmadik gyermekével lett várandós, bejelentette visszavonulását. 2010-ben visszatért a pályára és két évig az első osztályú Selbu játékosa volt, ahol egy csapatban játszott elsőszülött lányával, Katinka Haltvikkal. 2011 márciusában vállsérülése miatt bejelentette, hogy a abbahagyja a játékot, majd a 2011-2012-es idény végén végleg befejezte profi pályafutását.

### A válogatottban
A norvég válogatottban 1984-ben mutatkozott be egy Svédország elleni mérkőzésen. Összesen 241 alkalommal lépett pályára a nemzeti csapatban és 834 gólt szerzett. 1988-ban, 1996-ban és 2000-ben részt vett az olimpián, utóbbi két tornán ezüst, illetve bronzérmet nyert. 1998-ban Európa-bajnok, egy évvel később világbajnok volt. 

### Edzőként
Visszavonulása után a Norvég Kézilabda-szövetség alkalmazásában az utánpótlásban kezdett el dolgozni, és edzette a norvég korosztályos válogatottakat is. 2012-ben rövid ideig a Selbu edzője volt, 2015-ben pedig a Gjerpen Håndball irányítását vette át.

## Sikerei, díjai
- Norvég bajnok: 1987, 1988, 1990, 1996, 1998
- Norvég Kupa-győztes: 1988, 1989, 1991
- A világ legjobb kézilabdázója: 1998
- Az 1998-as Európa-bajnokság legjobb játékosa